# Thalpophila conjuncta
Thalpophila conjuncta là một loài bướm đêm trong họ Noctuidae.